# Lior Refaelov
Lior Refaelov (hebrejsky ליאור רפאלוב; narozen 27. dubna 1986, Or Akiva, Izrael) je izraelský fotbalový záložník či útočník a reprezentant, v současnosti hraje v belgickém klubu Club Brugge.
Za sezónu 2010/11 se stal izraelským fotbalistou roku.

## Klubová kariéra
Refaelov debutoval v profesionálním fotbale v roce 2004 v dresu izraelského celku Makabi Haifa. V létě 2011 odešel do belgického Club Brugge.

## Reprezentační kariéra
Lior Refaelov reprezentoval Izrael v mládežnických kategoriích U17, U18, U19 a U21.
V A-mužstu Izraele debutoval 22. 8. 2007 v přátelském zápase v Minsku proti reprezentaci Běloruska (prohra 1:2).